# Johanniterhjälpen

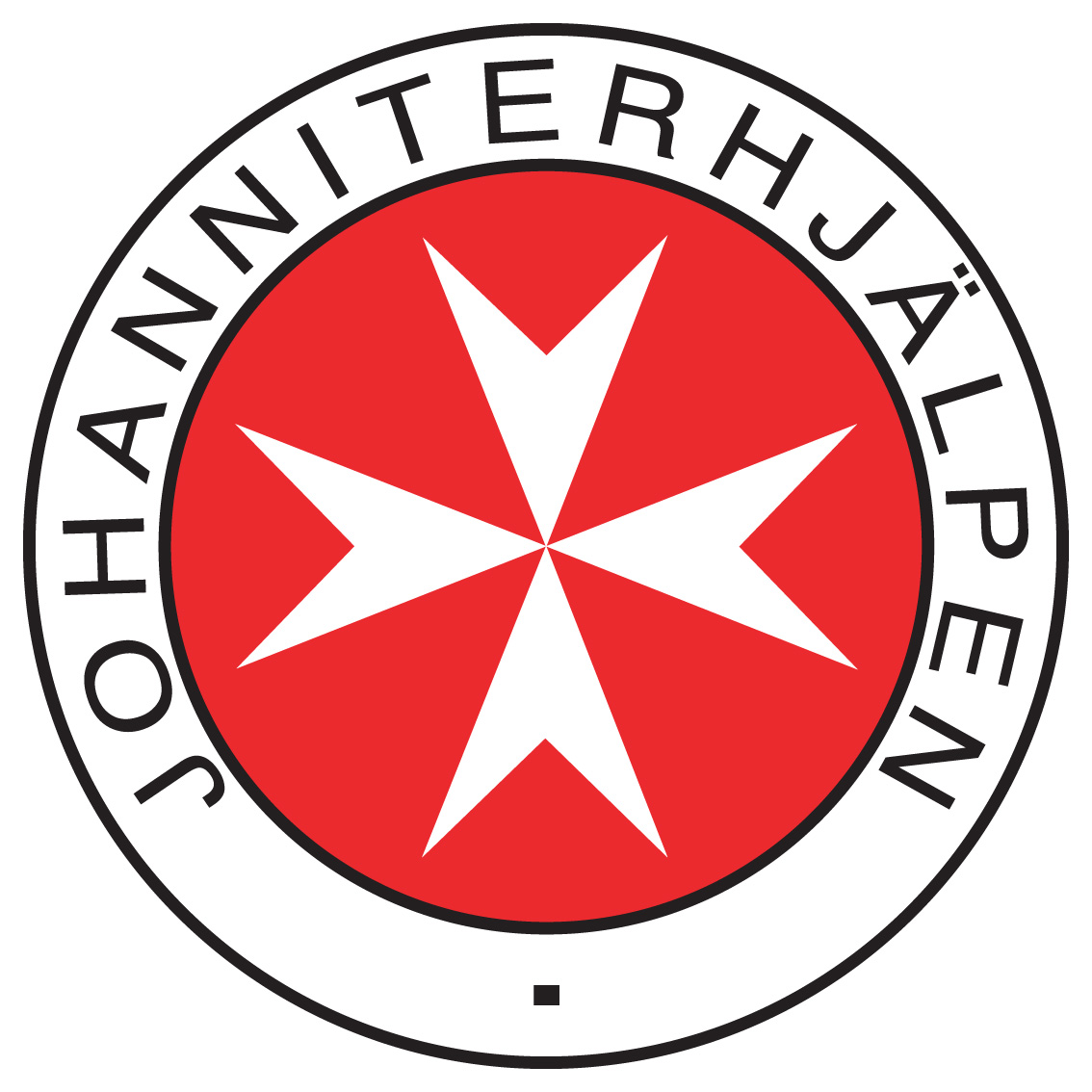
Johanniterhjälpens logotyp.

Johanniterhjälpen (JHJ) är en ideell förening som bedriver Johanniterorden i Sveriges operativa hjälpverksamhet. Den bildades 2005 och har drygt 600 betalande medlemmar. Föreningens motto är Medmänniskan i centrum. Sedan juni 2024 är Axel Lagerbielke ordförande för Johanniterhjälpen. 
Föreningens kontor ligger på Riddarhusterassen i Stockholm med en deltidsanställd administrativ resurs. Johanniterhjälpen är medlem i Johanniter International, JOIN, som är en federation för de nationella Johanniterordnarnas operativa verksamheter.
De svenska Johanniternas hjälpinsatser har traditionellt koncentrerats till finansiellt stöd till gamla, sjuka, behövande människor huvudsakligen i Sverige. 
Johanniterhjälpen är verksam inom tre områden; katastrofhjälp, första hjälpen och volontärinsatser.
Johanniterhjälpen stöttar Ukraina med sjukvårdsmaterial som doneras från Svenska regioner. Dessa transporteras ned till Johanniterna egna distributionscenter Johanniter Mission Siret i norra Rumänien för vidare transport till mottagare Ukraina. 
Johanniterhjälpen rekryterar och utbildar volontärer i hjärt-lungräddning med defibrillator, D-HLR. Genom donationer förses dessa så kallade Johanniterhjälpare med en automatisk defibrillator. Projektets mål är bland annat att förkorta insatstiden vid hjärtstopp utanför sjukhus. En Johanniterhjälpare som befinner sig inom 1 800 meter från en nödställd larmas genom sms-livräddare appen. 